# Mikuláš Bakoš
Mikuláš Bakoš (ur. 9 lutego 1914 w Odessie, zm. 20 czerwca 1972 w Bratysławie) – słowacki teoretyk literatury, tłumacz, członek Instytutu Badań Literackich Słowackiej Akademii Nauk, profesor estetyki.
Dzieciństwo spędził w Odessie, następnie studiował na Wydziale Filozoficznym Uniwersytetu im. J.A. Komenskiego w Bratysławie, później w Pradze. Doktorat z filozofii uzyskał w 1938. W okresie międzywojennym rozwijał działalność w ramach Towarzystwa Syntezy Naukowej (organizację młodej inteligencji słowackiej, do której powstania w 1937 sam się przyczynił). Brał czynny udział w ruchu słowackich nadrealistów, współtworzył księgę nadrealistów i strukturalistów Ano, a nie (1938, Tak i nie o wymowie antyfaszystowskiej). Swoją krytyką literacką wyznaczał nową drogę nowatorskim kierunkom w literaturze słowackiej: postimpresjonizmowi, prozie liryzowanej i awangardzie. Ze wszystkich dyscyplin literaturoznawczych najbardziej cenił poetykę historyczną. Znalazło to odzwierciedlenie w jego fundamentalnej pracy Vývin slovenského verša od školy Štúrovej (1939, Rozwój wiersza słowackiego od szkoły szturowskiej).
W czasie II wojny światowej (1940) habilitował się na Uniwersytecie w Bratysławie, ale za przekonania polityczne habilitacji nie uzyskał. Razem z R. Mrlianem przełożył na język słowacki monografię L.K. Schückinga Die Soziologie des literarischen Geschmackobildung (1943, Socjologia gustu literackiego). W 1943 został zatrudniony w Instytucie Badań Literackich Słowackiej Akademii Nauk. Tam napisał ważne dla rozwoju badań strukturalnych na Słowacji studium Problémy vývinovej periodizácie slovenskej literatúry (1944, Problemy rozwojowej periodyzacji literatury słowackiej). Po zakończeniu II wojny światowej Bakos stał się organizatorem życia naukowego i literackiego Słowacji. W 1946 współtworzy tygodnik Kultúrny život, jest inicjatorem wielu edycji wydawniczych, sekretarz Słowackiej Akademii Nauk i Sztuk (1945–1950). W 1948 został mianowany profesorem zwyczajnym estetyki na Uniwersytecie w Bratysławie.
W 1958 powołuje Słowackie Towarzystwo Literaturoznawcze. Od 1964 dyrektor Instytutu Literatury Światowej i Języków Słowackiej Akademii Nauk, w którym poświęca się pracy językoznawczej. Jest autorem kilkuset rozpraw i artykułów z zakresu teorii i historii literatury.